# Natalija Dovhod'ko
Natalija Viktorivna Dovhod'ko (in ucraino Наталія Довгодько?; Kiev, 7 febbraio 1991) è una canottiera ucraina.

## Palmarès

### Olimpiadi
- 1 medaglia:
  - 1 oro (Londra 2012 nel quattro di coppia)